# Aivars Lazdenieks
Aivars Lazdenieks (ur. 26 lutego 1954 w Skrundzie, zm. 20 sierpnia 2023) – łotewski wioślarz reprezentujący ZSRR, srebrny medalista olimpijski i brązowy medalista mistrzostw świata.

## Kariera
Wystąpił na igrzyskach olimpijskich w Montrealu w 1976, gdzie osada ZSRR w składzie: Jewgienij Dulejew, Jurij Jakimow, Aivars Lazdenieks i Vytautas Butkus zdobyła srebrny medal w czwórce podwójnej. W finale uplasowali się o 1,24 sekundy za osadą NRD i o 1,88 sekundy przed osadą Czechosłowacji. Był to jego jedyny start olimpijski.
W tej samej konkurencji zdobył brąz na mistrzostwach świata w Nottingham (1975).
Kształcił się na Łotewskiej Akademii Nauk Sportowych w Rydze. Po zakończeniu kariery pracował jako ochroniarz i trener wioślarstwa.